# Eurotúnel
El Eurotúnel o túnel del canal de la Mancha (en francés: Tunnel sous la Manche; en inglés: Channel Tunnel o Chunnel) es un túnel ferroviario, abierto el 6 de mayo de 1994, que cruza el canal de la Mancha, uniendo Francia con el Reino Unido. Es una importante obra de infraestructura del transporte internacional. La travesía se puede hacer en automóvil particular (embarcando este en el tren lanzadera "Shuttle"), o bien como pasajero en el tren Eurostar, en un viaje que dura aproximadamente 35 minutos entre Coquelles (ciudad de Calais) en Francia y Folkestone en Reino Unido. Es el tercer túnel más largo del mundo, solo superado por el túnel Seikan y por el túnel de San Gotardo, y el que tiene el tramo submarino más largo del mundo, con una profundidad de 50 metros en promedio.
El túnel es propiedad de la empresa Getlink, que se encarga de su explotación. En 2013 alcanzó un volumen de facturación de 1 090 000 000 de euros, sobrepasando por primera vez la cifra de 1 000 000 000.

## Orígenes

### Cronología
En 1802, Albert Mathieu-Favier, un ingeniero de minas francés, presentó una propuesta para excavar un túnel bajo el Canal de la Mancha, con iluminación de lámparas de aceite, carruajes tirados por caballos y una isla artificial ubicada en el medio del Canal para cambiar los caballos. Su diseño preveía un túnel perforado de dos niveles, con la galería superior utilizada para el transporte y la inferior para drenar el agua subterránea.
En 1839, el ingeniero francés Aimé Thomé de Gamond realizó los primeros estudios geológicos e hidrográficos del Canal entre Calais y Dover. Analizó varios proyectos, y en 1856 presentó una propuesta a Napoleón III para construir un túnel ferroviario excavado desde el cabo Gris-Nez hasta la punta oriental de Wear, con un puerto-pozo de ventilación intermedio en el banco de arena de Varne. El costo estimado de la obra era de 170 000 000 de francos (algo menos de 7 000 000 de libras).

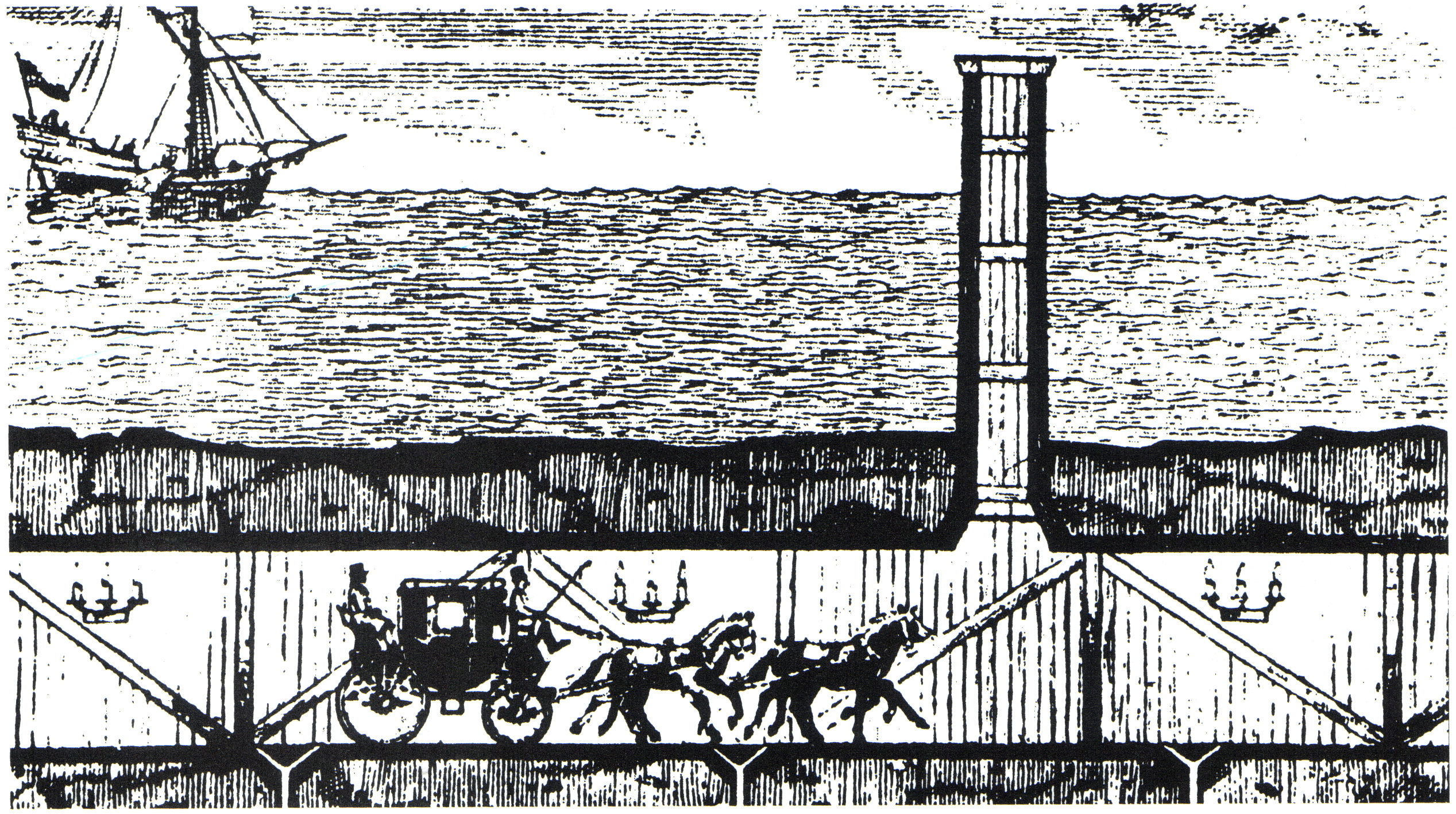
Proyecto de Albert Mathieu-Favier de un servicio de diligencias a través del canal a partir de 1802, que incluía la construcción de un túnel con enormes chimeneas de ventilación

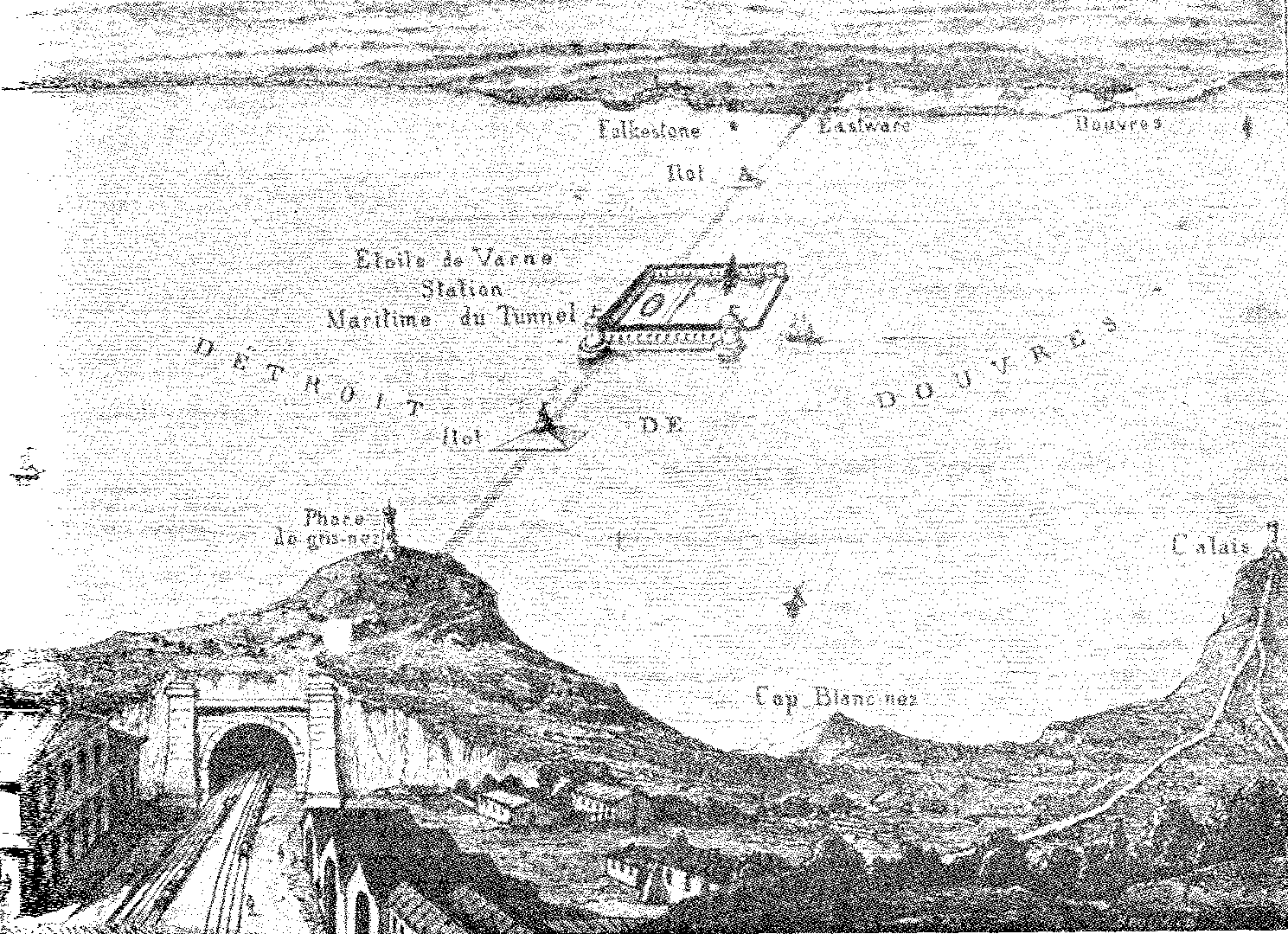
El plan de 1856 de Thomé de Gamond para un enlace a través del Canal de la Mancha, con un puerto y pozo de ventilación en el banco de arena de Varne, a mitad del recorrido

En 1865, una diputación encabezada por George Ward Hunt propuso sin éxito la idea del túnel al Canciller de la Hacienda del Reino Unido, William Gladstone.
En 1866, Henry Marc Brunel realizó un estudio del suelo del Estrecho de Dover. Los resultados que obtuvo le permitieron demostrar que el suelo del canal estaba compuesto de creta, como los acantilados contiguos, y que por lo tanto era factible perforar un túnel. Para este estudio, inventó el sistema de extracción de testigos por gravedad, que todavía se usa en geología.
Alrededor de 1866, William Low y John Hawkshaw promovieron nuevos proyectos para el túnel, pero aparte de los estudios geológicos preliminares, ninguno llegó ni tan siquiera al inicio de las obras.
En 1876 se estableció un protocolo oficial anglo-francés para realizar un túnel ferroviario a través del Canal.

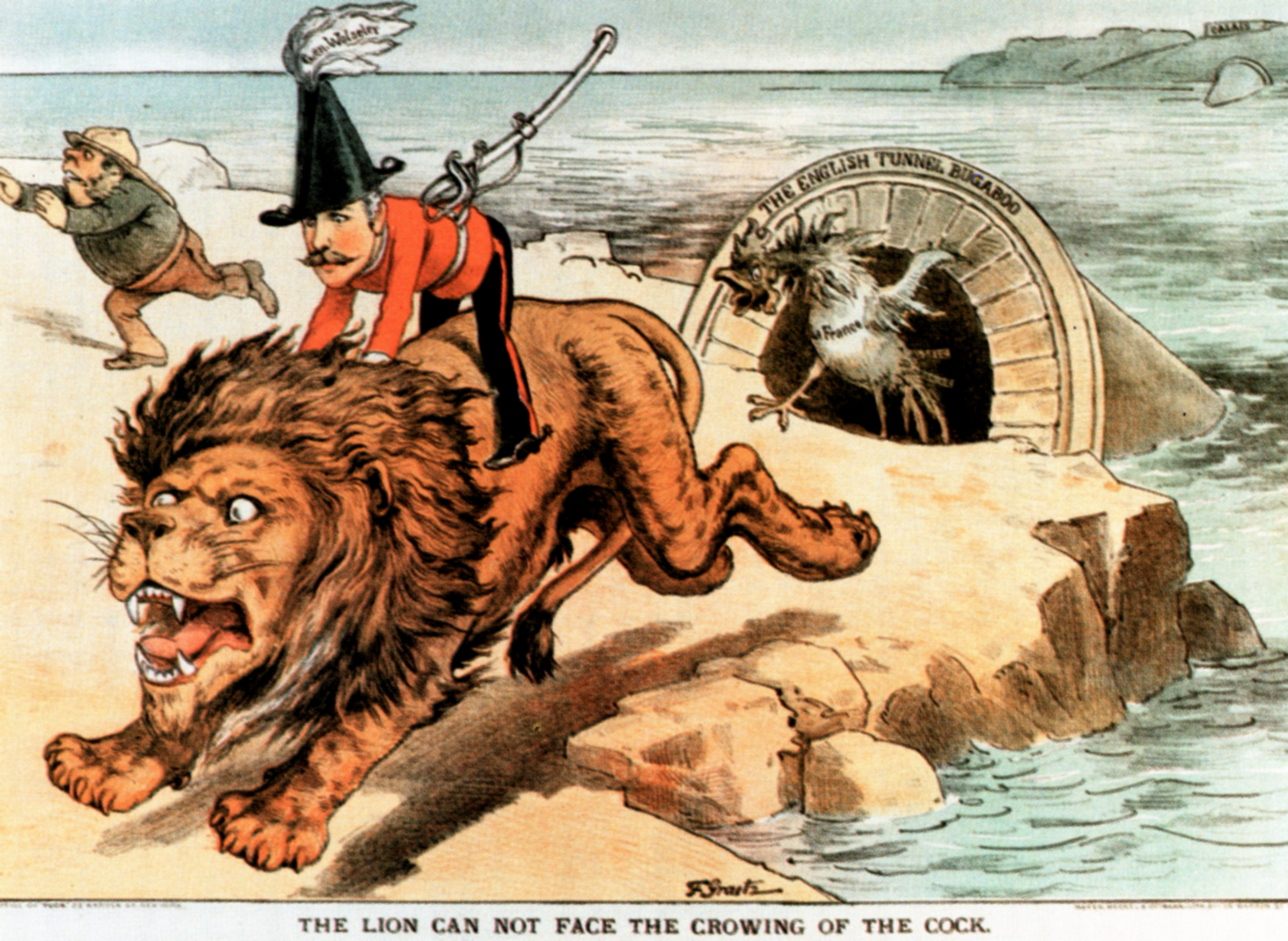
Caricatura estadounidense (c. 1885) que representa los temores al túnel del Canal: uno de los oponentes más fuertes al túnel, el General Wolseley, montado en el león que huye

En 1881, el empresario ferroviario británico Sir Edward Watkin y el contratista francés Alexandre Lavalley (que había participado en las obras del Canal de Suez) formaban parte de la "Compañía Anglo-Francesa del Ferrocarril Submarino", que empezó los trabajos de exploración en ambos lados del Canal. Desde junio de 1882 hasta marzo de 1883, los mineros británicos perforaron a través de la creta con su primitiva tuneladora un total de 1840 metros (6037 pies) de galería, mientras que Lavalley usó una máquina similar para perforar 1669 metros (5476 pies) desde Sangatte en el lado francés. Sin embargo, el proyecto del túnel para cruzar el Canal de la Mancha se abandonó en 1883, a pesar del éxito inicial, debido a los temores planteados por el ejército británico de que un túnel submarino podría servir como ruta para invadir Gran Bretaña. Curiosamente, esta misma tuneladora se utilizó en 1883 para perforar un túnel de ventilación del ferrocarril (de 7 pies (2,1 m) de diámetro y 6750 pies (2057,4 m) de largo) entre Birkenhead y Liverpool, Inglaterra, a través de las areniscas existentes bajo el río Mersey. Estos primeros tramos de galería se localizaron más de un siglo después durante el proyecto TransManche Link.
Una película de 1907, El túnel bajo el Canal de la Mancha del cineasta pionero Georges Méliès, muestra a Eduardo VII del Reino Unido y al presidente Armand Fallières soñando con construir un túnel bajo el canal.
En 1919, durante la Conferencia de Paz de París, el primer ministro británico David Lloyd George mencionó repetidamente la idea del túnel del Canal como una forma de tranquilizar a Francia en cuanto a la voluntad británica de defenderla de otro ataque alemán. Los franceses no tomaron la idea en serio, y la propuesta quedó en el olvido.
En la década de 1920, Winston Churchill abogó por el túnel del Canal, usando ese mismo nombre en su ensayo "¿Deberían los estrategas vetar el túnel?". Se publicó el 27 de julio de 1924 en el Despacho Semanal y se opuso con vehemencia a la idea de que el túnel pudiera ser utilizado por un enemigo continental en una invasión de Gran Bretaña. Churchill volvió a expresar su entusiasmo por el proyecto en un artículo para el Daily Mail el 12 de febrero de 1936: "¿Por qué no un túnel del canal?"
Hubo otra propuesta en 1929, pero de esta discusión no salió nada y la idea fue archivada. Los defensores del túnel estimaron el costo de construcción en unos 150 000 000 de dólares. Los ingenieros abordaron las preocupaciones de los líderes militares de ambas naciones al diseñar dos sumideros, uno cerca de la costa de cada país, que podrían permitir inundar el túnel a voluntad para bloquearlo. Pero esto no apaciguó a los líderes militares ni disipó las preocupaciones sobre las hordas de turistas que perturbarían la vida británica. Los temores de los militares se mantuvieron durante la Segunda Guerra Mundial. Después de la batalla de Francia, como parte de la preparación de la respuesta ante una posible invasión de Gran Bretaña por parte de Alemania, un oficial de la Marina Real británica en el Departamento de Desarrollo de Armas Diversas calculó que Hitler podría usar mano de obra esclava para construir dos túneles del Canal en 18 meses. La estimación provocó rumores acerca de que Alemania ya había comenzado a excavarlos.
Una película británica de los Estudios Gaumont, El Túnel (también llamada Túnel transatlántico), se estrenó en 1935 como un proyecto de ciencia ficción sobre la creación de un túnel transatlántico. Dentro de la ficción de la película, se mencionaba brevemente que su protagonista, el Sr. McAllan, había completado con éxito un túnel bajo el Canal de La Mancha en 1940, cinco años después del estreno de la película.
Para 1955, los argumentos de defensa se habían vuelto menos relevantes debido al dominio del poder aéreo, y tanto el gobierno británico como el francés apoyaron estudios técnicos y geológicos. En 1958 se retomaron los trabajos de 1881 como preparación para un estudio geológico presupuestado en 100.000 libras encargado por el Channel Tunnel Study Group. El 30% de la financiación provenía de la Channel Tunnel Co Ltd, cuyo mayor accionista era la Comisión Británica de Transporte como sucesora del Ferrocarril del Sureste. En 1964 y 1965 se efectuó un nuevo estudio geológico, mucho más detallado.
Aunque los dos países acordaron construir un túnel en 1964, los estudios iniciales de la fase 1 y la firma de un segundo acuerdo para cubrir la fase 2 se demoraron hasta 1973. El plan describía un proyecto financiado por el gobierno para crear dos galerías paralelas situadas a ambos lados de un túnel de servicio, con la idea de acomodar el transporte de automóviles en vagones portacoches. La construcción comenzó a ambos lados del Canal en 1974.
El 20 de enero de 1975, para consternación de sus socios franceses, el entonces Partido Laborista británico canceló el proyecto debido a la incertidumbre sobre la membresía británica de la Comunidad Económica Europea, la duplicación de las estimaciones de costos y la crisis económica general de la época. En aquel momento, la tuneladora británica ya estaba lista y el Ministerio de Transporte había realizado un tramo de galería de prueba de 300 m de longitud. Este túnel corto, llamado Adit A1, finalmente se reutilizó como punto de inicio y acceso para las operaciones en los túneles desde el lado británico, y sigue siendo un punto de entrada al túnel de servicio. Los costos de cancelación se estimaron en 17 000 000 de libras esterlinas. En el lado francés, se había instalado una tuneladora bajo tierra en un túnel corto. Estuvo allí durante 14 años, hasta 1988, cuando una vez vendida, se desmontó, se reacondicionó y se envió a Turquía, donde se usó para construir el túnel Moda para el Plan de alcantarillado de Estambul.

### Inicio del proyecto
En 1979 se planteó el "Proyecto Mouse-hole" cuando los conservadores llegaron al poder en Gran Bretaña. La idea era construir un túnel ferroviario de vía única con un túnel de servicio, pero sin terminales para las lanzaderas. El gobierno británico no se interesó en financiar el proyecto, pero la primera ministra británica Margaret Thatcher no se opuso a un proyecto financiado con fondos privados, aunque dijo que asumía que sería un túnel para automóviles en lugar de trenes. En 1981, Thatcher y el presidente francés François Mitterrand acordaron crear un grupo de trabajo para evaluar un proyecto financiado con fondos privados. En junio de 1982, el grupo de estudio franco-británico se decantó por proyectar un túnel doble para dar cabida a trenes convencionales y a un servicio de trenes lanzadera para transportar vehículos de carretera. En abril de 1985 se invitó a los promotores a que presentaran sus propuestas. Cuatro proyectos fueron preseleccionados:
- Channel Tunnel, una propuesta ferroviaria basada en el proyecto de 1975, presentada por Channel Tunnel Group/France–Manche (CTG/F–M).
- Eurobridge, un puente colgante de 35 km con una serie de vanos de 5 km y las calzadas dispuestas en un tubo cerrado.[28]
- Euroroute, un túnel de 21 kilómetros (13,0 mi) entre islas artificiales, a las que se accedería mediante puentes.
- Channel Expressway, conjunto de túneles viales de gran diámetro con torres de ventilación en medio del Canal.[27]

La industria de los transbordadores que cruzaban el Canal de la Mancha mostró su oposición al proyecto a través de "Flexilink", una asociación creada para defender sus intereses. En 1975 no se había producido ninguna campaña de protesta en contra del enlace fijo, ya que uno de los mayores operadores de transbordadores (Sealink) todavía era de propiedad estatal. "Flexilink" continuó enfrentándose a la construcción del túnel en 1986 y 1987. La opinión pública estaba fuertemente a favor del túnel, pero las preocupaciones sobre la ventilación, la gestión de accidentes y el problema de la posible distracción de los conductores debido a la monotonía de un trayecto tan largo, llevaron a que en enero de 1986 se adjudicara el proyecto a la única propuesta ferroviaria preseleccionada, la del grupo anglofrancés CTG/F-M. Entre las razones dadas para seleccionar esta solución figuraban su nula interferencia sobre el transporte marítimo que navegaba por el Canal; su reducida afección ambiental; su menor vulnerabilidad ante un ataque terrorista; y su capacidad para atraer suficiente financiación privada.

## Características técnicas

Sección transversal del túnel. Los conductos de ventilación circulan el aire y alivian la presión resultante de la alta velocidad de los trenes.

El servicio ferroviario a través del Eurotúnel tiene dos variantes: el tren Eurostar, para pasajeros, y el tren Shuttle, que transporta camiones, automóviles y motos.
El túnel tiene una longitud de 50,5 km, 39 de ellos submarinos, lo que le hace el segundo túnel submarino más largo del mundo, con una profundidad media de 40 metros, detrás del Túnel Seikan, cuya longitud es de 53 km, a 240 m de profundidad.
El Eurotúnel está formado por tres vías principales:
- Dos túneles de 7,6 m de diámetro reservados para el transporte ferroviario, uno de ida y otro de vuelta (A).
- Un túnel de mantenimiento de 4,8 m, preparado para la circulación de vehículos eléctricos (B).

Estas tres partes están unidas cada 375 m por otros conductos transversales auxiliares (C), y cada 250 m por conductos de ventilación (D), que permiten realizar mantenimientos y que haya una corriente de aire para disminuir la presión, evitando así también la propagación del humo en caso de incendio, así como el choque por la resistencia aerodinámica al cruzarse los trenes que circulan a 140 km/h.

## Ventajas
- El tren de alta velocidad Eurostar tarda 2 horas y 20 minutos para ir de Londres a París, y 1 hora y 57 minutos de Londres a Bruselas.
- Las mercancías se transportan en tren en vez de camiones o ferris a través del Canal de la Mancha, lo cual está sujeto a posibles condiciones meteorológicas adversas u otros factores.
- Los automovilistas entran en los trenes de transbordo y pueden permanecer en sus vehículos o pasear mientras el tren cruza el túnel. Los camioneros meten el camión en los vagones, y un minibus les traslada al vagón club, donde tienen asientos y un servicio de comida.

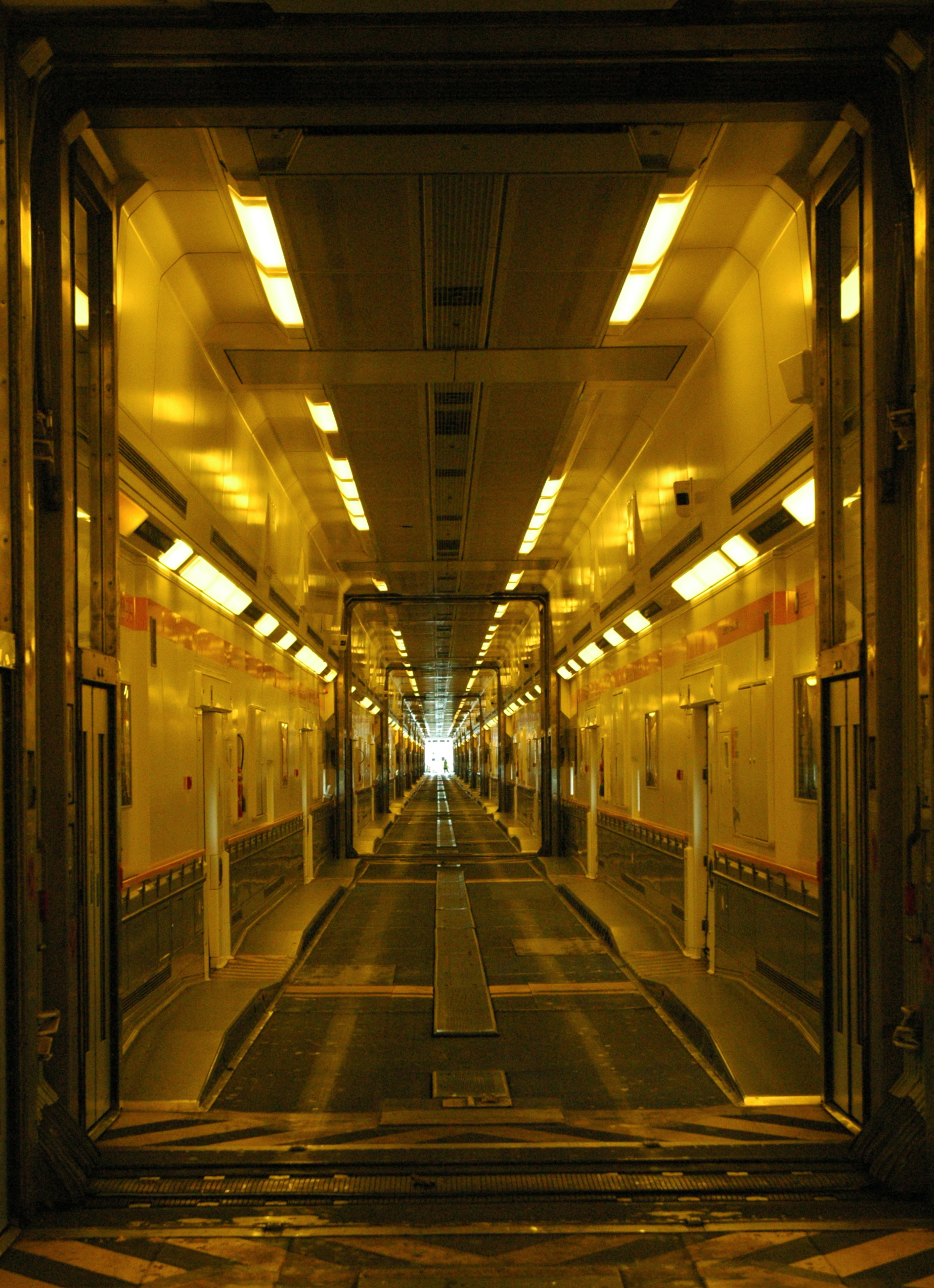
Interior de un vagón portacoches.

Existen puertas entre cada vagón que se retiran para permitir la carga y circulación de coches, desde la cola hasta el principio de los trenes, en dos alturas. Estas puertas se cierran en el momento en el que el tren está cargado y se vuelven a abrir para la descarga.

## Construcción

Perfil geológico a lo largo del túnel según fue construido. En la mayor parte de su longitud, los túneles atraviesan un estrato de creta

Las obras comenzaron en abril de 1988 en ambas orillas y el 1 de  diciembre de 1990 se encontraron las tuneladoras.
Las máquinas tuneladoras utilizadas para excavar el túnel fueron construidas por franceses y británicos. Con una forma cilíndrica, la máquina tuneladora lleva varias cuchillas («dientes») montadas en su parte frontal. Los dientes están hechos de un metal extremadamente duro y al girar van penetrando en el terreno, creando el espacio para que la máquina pueda seguir avanzando. La perforadora empleada en el Eurotúnel tenía 8,78 m de diámetro y 200 m de longitud, con un peso total de 11 000 toneladas. Es capaz de penetrar en muchos tipos de terrenos, desde los blandos a los rocosos, avanzando 20 km sin interrupción.
La creación de túneles requiere una sólida comprensión de la geología y la selección de los mejores estratos de roca a través de los que construirlos. Las características del túnel de la Mancha incluyen:
- Creta en los acantilados a ambos lados del Canal, sin fallas importantes.

- Cuatro estratos geológicos, formados por sedimentos marinos de entre 90 y 100 millones de años de antigüedad. Los dos estratos superiores están formados por cretas permeables, por encima de una tercera capa de creta ligeramente permeable y una cuarta capa impermeable de arcilla (del periodo Cretácico inferior). Entre estos dos últimos estratos, se sitúa una fina capa de arena calcárea y gluconítica.

- La capa de creta azul (en francés: "craie bleue") de entre 25 y 30 m de espesor localizada en el tercio inferior más bajo de este material, era a priori el estrato más adecuado del lecho del Canal para excavar un túnel. Se trata de un material relativamente fácil de perforar, que requiere un mínimo sostenimiento, y con un contenido de arcilla del 30-40 % que le proporciona impermeabilidad al agua subterránea.

La profundidad media del lecho del Canal es de 54 m, con un máximo de 180 m. En la zona del túnel no se superaban los 70 m, de forma que la profundidad máxima de la rasante del túnel con respecto al nivel del mar es de 107,3 metros.

## Sociedad concesionaria

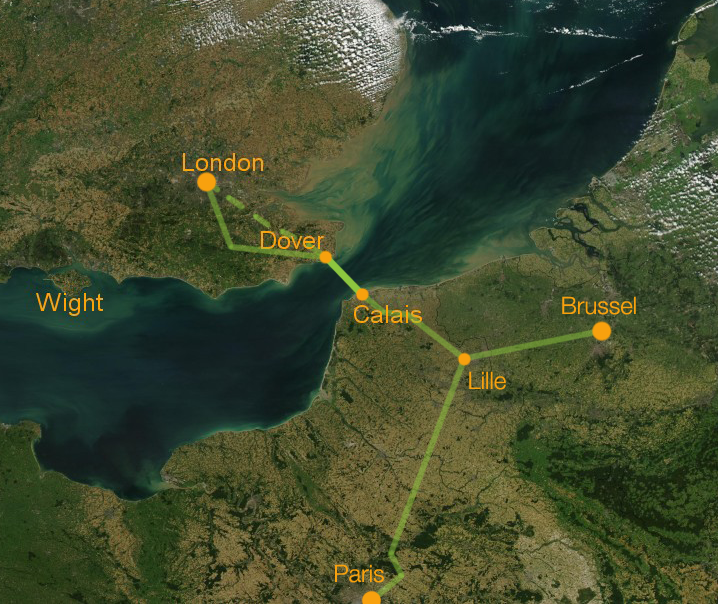
Ubicación y conexiones

La construcción del túnel fue financiada por sociedades privadas, sin intervención estatal, a cambio de la concesión de su explotación hasta 2052. Un estudio realizado en 1984 por bancos franceses y británicos consideraba viable el proyecto. El gobierno británico, dirigido por Margaret Thatcher, se opuso a la financiación pública del proyecto, postura acordada con el gobierno francés en el Tratado de Canterbury.
El coste fue de 16 000 millones de euros. Las dificultades de coordinación entre empresas contratadas y subcontratadas y la dificultad técnica del proyecto elevaron considerablemente los costes.
Eurotunnel es una sociedad privada concesionaria del proyecto. Gestiona el transporte ferroviario, cobrando peaje a las compañías ferroviarias que utilizan el túnel y explotando con sus propios medios el tráfico de mercancías y pasajeros. La demanda ha sido menor de lo previsto debido, principalmente, a las compañías aéreas de bajo coste. Sobre una previsión de 30 millones de viajeros y 15 millones de toneladas anuales de mercancías, en 2013 se transportaron 18,8 millones de viajeros y 19 millones de toneladas de mercancías, contando los trenes (10,1 y 1,3, respectivamente) y los transbordadores.

## Entrada de otros operadores
Tras el cambio de la normativa de seguridad por parte de la Channel Tunnel Safety Authority (CTSA) para trenes de viajeros en el Eurotúnel, discutida (16/11/2009) con los fabricantes y operadores, esta otorgó en junio de 2013 a la operadora alemana DB la Parte B del Certificado de Seguridad, que reconoce que se dispone de un Sistema de Gestión de Seguridad que satisface la normativa comunitaria para este tramo, es decir, que cumple los trámites de seguridad y organización, lo cual faculta a DB a poner servicios por el Eurotúnel con cualquier material homologado.
Esto no tiene nada que ver con la supuesta homologación de los trenes Velaro D ya que, además, las pruebas de evacuación en el Eurotúnel, realizadas en octubre de 2010, se llevaron a cabo con un ICE 3M, el mismo que fue expuesto en la estación londinense de St. Pancras.
La Parte A del certificado confirma que la Empresa Ferroviaria dispone de un Sistema de Gestión de Seguridad que satisface las normas y requisitos europeos y nacionales, de forma armonizada en el conjunto del sistema ferroviario europeo; mientras que la Parte B confirma la aplicación de dicho Sistema de Gestión de Seguridad para circular por una determinada infraestructura (un recorrido punto a punto por una línea). El Certificado tiene una validez de cinco años, renovable por periodos sucesivos iguales, siempre que se cumplan las condiciones normativas exigidas para su otorgamiento.
Posteriormente, la UKBA (The UK Border Agency) explicó que no habrá controles fuera de los actuales (Lille, París y Bruselas), y que no le gusta la sugerencia de DB de que los controles se hagan a bordo de los trenes. Por su parte, SNCF está doblando la capacidad de la zona de control de pasaportes en la estación de Lille-Europe.
Tras estas noticias, además de las dificultades para homologar los Velaro D incluso en Alemania, DB ha aparcado sus planes para llegar a Londres, al menos en esta década.
Eurostar anunció un servicio hasta Marsella para 2015 que requerirá una parada de 1h 43m en Lille (sentido Londres) para el control de equipajes y pasaportes.

## Volumen de tráfico
| Año   | Cantidades (en miles) | Cantidades (en miles) | Cantidades (en miles) | Cantidades (en miles) | Cantidades (en miles) | Cantidades (en miles) | Cantidades (en miles) | Cantidades (en miles) | Cantidades (en miles) | Cantidades (en miles) |
| Año   | Viajeros              | Toneladas             | Coches                | Autocares             | Camiones              | Estimado              | En lanzadera          | Total                 | Total                 | Trenes                |
| 1995  | 2.920                 | 1.350                 | 1.223                 | 23                    | 391                   | 3.987                 | 5.082                 | 6.907                 | 6.432                 |                       |
| 1996  | 4.995                 | 2.784                 | 2.077                 | 58                    | 519                   | 7.475                 | 6.747                 | 12.470                | 9.531                 |                       |
| 1997  | 6.004                 | 2.925                 | 2.319                 | 65                    | 256                   | 8.344                 | 3.327                 | 14.348                | 6.252                 |                       |
| 1998  | 6.308                 | 3.141                 | 3.351                 | 96                    | 705                   | 12.173                | 9.161                 | 18.481                | 12.302                |                       |
| 1999  | 6.593                 | 2.865                 | 3.260                 | 82                    | 839                   | 11.392                | 10.904                | 17.985                | 13.769                |                       |
| 2000  | 7.130                 | 2.947                 | 2.784                 | 79                    | 1.133                 | 10.092                | 14.731                | 17.222                | 17.678                |                       |
| 2001  | 6.947                 | 2.447                 | 2.530                 | 75                    | 1.198                 | 9.293                 | 15.571                | 16.240                | 18.018                |                       |
| 2002  | 6.603                 | 1.464                 | 2.336                 | 72                    | 1.231                 | 8.669                 | 16.004                | 15.272                | 17.468                |                       |
| 2003  | 6.315                 | 1.744                 | 2.279                 | 72                    | 1.285                 | 8.527                 | 16.703                | 14.842                | 18.447                |                       |
| 2004  | 7.277                 | 1.889                 | 2.101                 | 63                    | 1.281                 | 7.752                 | 16.656                | 15.028                | 18.545                |                       |
| 2005  | 7.454                 | 1.588                 | 2.047                 | 77                    | 1.309                 | 8.149                 | 17.014                | 15.604                | 18.602                |                       |
| 2006  | 7.858                 | 1.569                 | 2.022                 | 67                    | 1.296                 | 7.695                 | 16.851                | 15.553                | 18.421                |                       |
| 2007  | 8.261                 | 1.214                 | 2.142                 | 65                    | 1.415                 | 7.925                 | 18.391                | 16.186                | 19.605                |                       |
| 2008  | 9.113                 | 1.239                 | 1.907                 | 56                    | 1.254                 | 6.964                 | 16.306                | 16.078                | 17.545                | 2.718                 |
| 2009  | 9.220                 | 1.181                 | 1.917                 | 55                    | 769                   | 6.941                 | 10.000                | 16.161                | 11.181                |                       |
| 2010  | 9.529                 | 1.128                 | 2.125                 | 57                    | 1.089                 | 7.542                 | 14.158                | 17.071                | 15.286                |                       |
| 2011  | 9.680                 | 1.325                 | 2.263                 | 56                    | 1.263                 | 7.873                 | 16.423                | 17.553                | 17.748                | 2.388                 |
| 2012  | 9.912                 | 1.227                 | 2.424                 | 59                    | 1.465                 | 8.391                 | 19.043                | 18.303                | 20.271                | 2.325                 |
| 2013  | 10.133                | 1.364                 | 2.481                 | 65                    | 1.363                 | 8.749                 | 17.717                | 18.882                | 19.081                | 2.547                 |
| 2014  | 10.398                | 1.648                 | 2.572                 | 63                    | 1.440                 | 8.922                 | 18.723                | 19.320                | 20.371                | 2.900                 |
| 2015  | 10.399                | 1.421                 | 2.557                 | 58                    | 1.484                 | 8.702                 | 19.289                | 19.101                | 20.709                | 2.421                 |
| Total | 163.050               | 38.462                | 48.717                | 1.364                 | 22.985                | 175.558               | 298.801               | 338.608               | 337.262               |                       |

Fuente: Eurotunnel

Gráfico que muestra la evolución de los distintos tipos de tráfico.

La primera columna representa el número de viajeros en trenes Eurostar, la sexta y la séptima columna representan una estimación oficial sobre el transporte en trenes lanzadera.

## Incidentes por incendios
Varios son los incidentes de esta naturaleza que han ocurrido en el Eurotúnel. Desde su inauguración se han producido cuatro incendios:
- El primero ocurrió en noviembre de 1996, cuando un camión se incendió provocando el corte del túnel durante varios meses.
- El segundo de ellos tuvo lugar en agosto de 2006, por el mismo motivo, pero esta vez sin causar daño alguno.
- Otro se produjo el 11 de septiembre de 2008, por un tren de carga incendiado, interrumpiendo todo el tráfico y el servicio de pasajeros.
- Finalmente, el último de los incendios conocidos hasta el momento se produjo el 17 de enero de 2015, cuando un camión se incendió en el extremo francés del túnel. El accidente obligó a cerrar el Eurotúnel todo el día.